# Rhadinematidae
Rhadinematidae é uma família de nematóides pertencentes à ordem Leptolaimida.
Géneros:
- Cricolaimus Southern, 1914
- Lavareda da Fonseca-Genevois, Smol & Bezerra, 2011
- Rhadinema Cobb, 1920